# シンディア家

シンディア家
Scindia

シンディア家（マラーティー語：शिंदे घराणे, 英語：Scindia/Scindhia/Sindhia/Sindia）は、北インドおよびマールワー地方、ラージャスターン地方を支配したマラーター同盟の諸侯（サルダール）。1817年以降は英領インドのグワーリヤル藩王国となる。

## 歴史

### 成立とラージャスターン地方への遠征
シンディア家の当主ラーノージー・ラーオ・シンディアはもともとマラーター王国の武将の一人であった。ラーノージー・ラーオは宰相バージー・ラーオの命により、マルハール・ラーオ・ホールカルとともにチャウタとサルデーシュムキーを徴収するためマールワー地方へと遠征した。
1731年以降、ラーノージー・ラーオはかつての古代都市ウッジャインを拠点として使用するようになった。
1745年7月、ラーノージー・ラーオは死亡し、長子のジャヤッパージー・ラーオ・シンディアが当主位を継承した。
ジャヤッパージー・ラーオはラージャスターン地方へと軍を進撃させたが、1755年7月にマールワール王国のナーガウルを攻めた際、その君主ヴィジャイ・シングの家臣に殺害された。

### アフガン勢力との抗争
ジャヤッパージー・ラーオの死後、幼少の息子ジャンコージー・ラーオ・シンディアが当主位を継承した。叔父のダッタージー・ラーオ・シンディアが摂政となった。
この頃、アフガン勢力ドゥッラーニー朝が頻繁に侵入してくるようになり、北進するマラーター勢力と南下するアフガン勢力の衝突は避けることが出来なかった。
1757年1月、アフガン王アフマド・シャー・ドゥッラーニーは帝国の首都デリーを占領し、2月にデリーで虐殺・略奪を行い、その近郊マトゥラーやヴリンダーヴァンでも同様に虐殺を行った。
これに対し、王国宰相バーラージー・バージー・ラーオは弟ラグナート・ラーオをデリーへと派遣し、同年8月にデリーの戦いでアフガン勢力を破った。のちラグナート・ラーオはパンジャーブ地方への遠征に赴き、ダッタージー・ラーオもこれに協力し、翌年の遠征終了までマラーター軍の一角として活動した。ラグナート・ラーオの帰還後、ダッタージー・ラーオはこの征服地一体の支配を任された。
だが、1759年10月、アフマド・シャー・ドゥッラーニーはマラーターからラホールを奪還し、デリーに向けて進軍を開始した。ダッタージー・ラーオ・シンディアもこれに対抗し、1760年1月にデリー近郊で戦いを交えたが戦死し（バラリガートの戦い）、アフマド・シャーはデリーを占拠した。
その後、3月にプネーからサダーシヴ・ラーオやヴィシュヴァース・ラーオが率いる大軍が派遣され、ジャンコージー・ラーオもマルハール・ラーオとともにこれに参加し、8月にデリーに入城、11月にパーニーパトの地で対峙した。
1761年1月14日、マラーター同盟軍はアフガン軍に敗北し（第三次パーニーパトの戦い）、捕えられたジャンコージー・ラーオは翌15日に処刑された。
この戦いの7日前には、ジャンコージー・ラーオの叔父トゥコージー・ラーオ・シンディアが殺害されている。

### マハーダージーの活躍

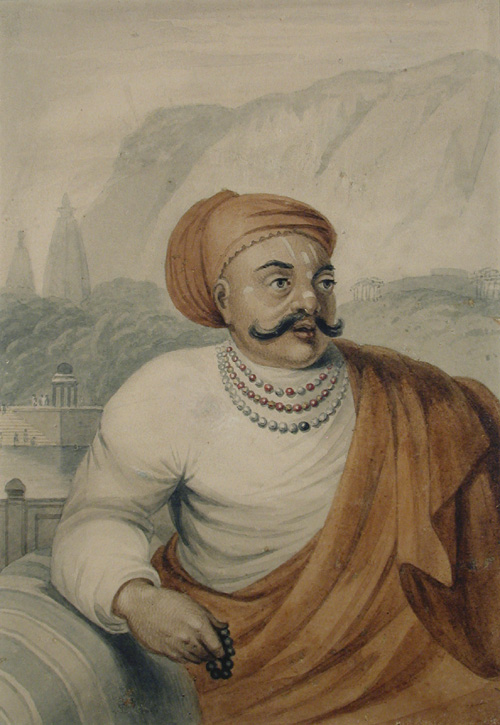
マハーダージー・シンディア

第三次パーニーパトの戦いでジャンコージー・ラーオが死亡したのち、当主は3年間不在の状態に陥り、名ばかりの当主が二人続いた。そして、1768年1月にジャンコージー・ラーオの叔父にしてラーノージー・ラーオの末子マハーダージー・シンディアが当主となった。このとき、マハーダージーは30代後半であった。
マハーダージーは第三次パーニーパトの戦いに参加し、アフガン軍との戦いで重傷を負っていたため、近代化の重要性をよく知っていた。戦いの結果、マラーター同盟の結束は緩み、諸侯の独立性が強くなっていたため、それは可能であった。
1769年末、マハーダージーは宰相マーダヴ・ラーオに北インド遠征に参加し、1771年2月にその過程でデリーを占領し、事実上北インドの支配者となった。そのため、彼は皇帝シャー・アーラム2世に協定を持ちかけ、シャー・アーラム2世はこれを喜んで受けれ、1772年1月にデリーへ帰還することとなった。
デリーを掌握したのもつかの間、1772年11月に宰相マーダヴ・ラーオが死亡すると、マラーター王国の宰相府では宰相位をめぐり内乱が起こり、1773年8月にナーラーヤン・ラーオが殺害された。
その後、その叔父ラグナート・ラーオが後を継いだが、1774年4月にナーラーヤン・ラーオの未亡人が息子マーダヴ・ラーオ・ナーラーヤンを生んだため、ラグナート・ラーオは廃位された。
1775年3月、ラグナート・ラーオは幼い宰相を擁するナーナー・ファドナヴィースを打倒するため、イギリスとスーラト条約を結び、第一次マラーター戦争が勃発した。
マハーダージーは前者に味方して戦いを優位に進め、1782年5月17日にマハーダージーはイギリスとの間にサールバイ条約を締結し、第一次マラーター戦争は終結した。
マハーダージーがデリーを離れている間、ミールザー・ナジャフ・ハーンがムガル帝国の再建に尽力したが、同年4月28日に彼が死ぬと、その副官4人によるその地位を引き継ごうとして争った。マハーダージーも第一次マラーター戦争が終結したことによりこの争いに介入し、ミールザー・ナジャフ・ハーンの副官4人の争いを制圧し、ムガル帝国の情勢を安定化させた。
そして、マハーダージーは皇帝シャー・アーラム2世にその功績を認められ、1784年12月4日にムガル帝国の摂政（ヴァキーレ・ムトラク）と軍総司令官（アミールル・ウマラー）に命じられることとなり、その権威は北インド一帯に轟くこととなった。
1790年6月20日9月9日、マハーダージーは皇帝シャー・アーラム2世に自分が北インドにおける王国の宰相の代理であることに認めさせ、宰相マーダヴ・ラーオ・ナーラーヤンを皇帝代理人に任じさせた。

### ダウラト・ラーオの治世と第二次マラーター戦争

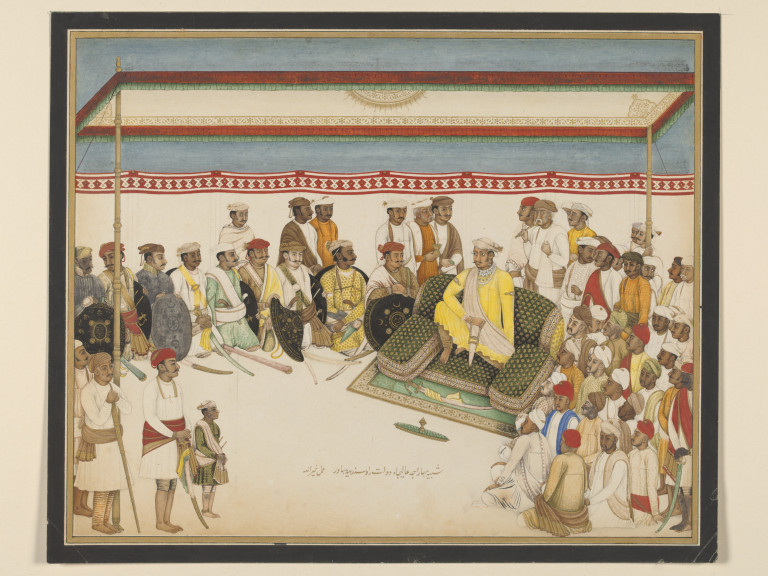
ダウラト・ラーオ・シンディア

1794年2月、マハーダージーは死亡し、彼の養子でありトゥコージー・ラーオの孫ダウラト・ラーオ・シンディアが当主位を継承した。ダウラト・ラーオは幼少であったが、同年のうちにムガル帝国の皇帝シャー・アーラム2世から帝国軍の副摂政と軍総司令官に任命されている。
1797年、ホールカル家で当主位をめぐる内紛が起こると、ダウラト・ラーオはこれに介入し、当主カーシー・ラーオ・ホールカルに肩入れし、9月にその弟で敵対者マルハール・ラーオ・ホールカルを殺害した。
だが、翌カーシー・ラーオの弟ヤシュワント・ラーオ・ホールカルがマルハール・ラーオの息子カンデー・ラーオ・ホールカルを当主位に擁立すると、シンディア家の優位は徐々に崩れていった。
シンディア家とホールカル家は争い続けたが、1801年7月にウッジャインの戦いで敗れたばかりか、1802年10月25日にはプネーにおいてシンディア家と宰相バージー・ラーオ2世の軍勢がホールカル家に破られた（プネーの戦い）。
ところが、同年12月31日にバージー・ラーオ2世がイギリスと軍事保護条約バセイン条約を締結すると、状況が一変する。シンディア家はイギリスがマラーター同盟の争いに干渉することに脅威を感じ、ホールカル家、およびナーグプルのボーンスレー家と同盟を結んだ。
1803年8月、第二次マラーター戦争が勃発し、シンディア家はボーンスレー家と共闘したが、デリーを失ったばかりか（デリーの戦い）、ラースワリーやアッサイェなど各地で敗北した。同年12月、ボーンスレー家がイギリスと講和を結ぶと、シンディア家もスールジー・アンジャンガーオン条約を結んで講和し、デリー・アーグラ地域などの領土を割譲した。

### 第三次マラーター戦争と藩王国化

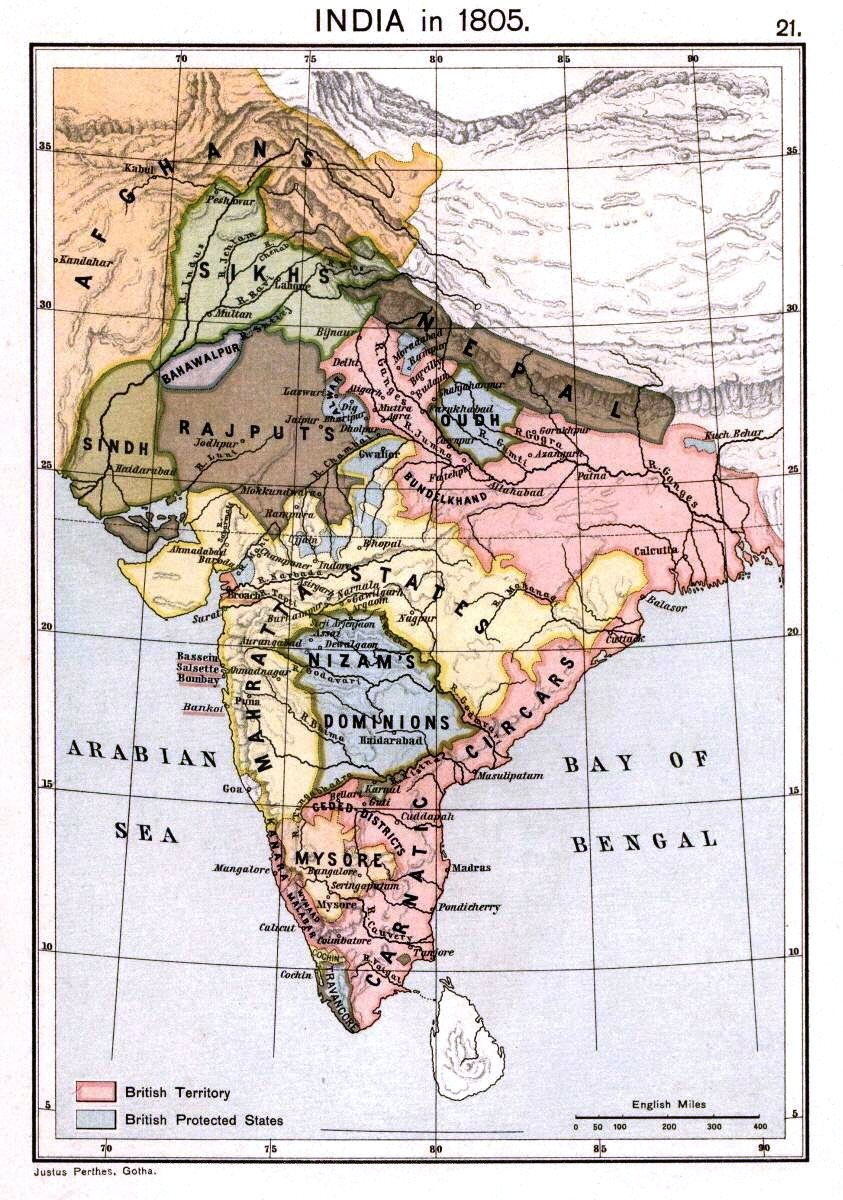
1805年のインド

1805年12月に第二次マラーター戦争が終了すると、イギリスはホールカル家に領土が返還されるとともに、シンディア家にも割譲した領土が返還された。こうして、シンディア家は領土の大部分を回復することに成功した。
1810年、ダウラト・ラーオはグワーリヤルに新区域ラシュカルを建設した。
とはいえ、群盗ピンダーリーが第二次戦争後に勢いを増し、近隣諸国や英領を荒らしていたのみばかりか、マラーター同盟でも新たな火種が発生しつつあった。1814年、宰相バージー・ラーオ2世はガーイクワード家とアフマダーバード領有をめぐり争いを起こし、それにイギリスが関与したため、彼はダウラト・ラーオにイギリスに対しともに対抗しようと提案した。
1817年11月5日、第三次マラーター戦争が勃発したが、シンディア家はその同日にイギリスと軍事保護条約グワーリヤル条約を締結した。これにより、シンディア家はラージャスターン地方における権益を放棄し、その進出を認めたたばかりか、イギリスの対ピンダーリー戦争においてはピンダーリーの掃討への協力も約した。
こうして、シンディア家はイギリスに従属する、いわゆる藩王国となった（グワーリヤル藩王国）。

### イギリス従属下の藩王国として

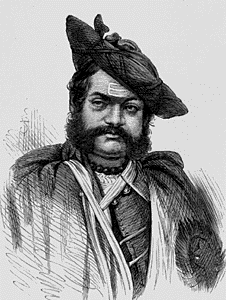
ジャヤージー・ラーオ・シンディア

1827年3月、ダウラト・ラーオは死亡し、養子のジャンコージー・ラーオ・シンディア2世が藩王位を継承した。
1843年1月、ジャンコージー・ラーオは死亡し、養子のジャヤージー・ラーオ・シンディアが藩王位を継承した。この間、1857年にインド大反乱が発生し、藩王はイギリスに味方したが軍が反乱軍に付き、1858年には居城のグワーリヤル城が一時ラクシュミー・バーイーに占領された。
1886年6月、ジャヤージー・ラーオは死亡し、息子のマードー・ラーオ・シンディア2世が藩王位を継承した。
1925年6月 、マードー・ラーオは死亡し、息子のジョージ・ジーヴァージー・ラーオ・シンディアが藩王位を継承した。
1947年8月15日、シンディア家のグワーリヤル藩王国はインド・パキスタン分離独立時にインドへと併合された。